# Michael Freedman

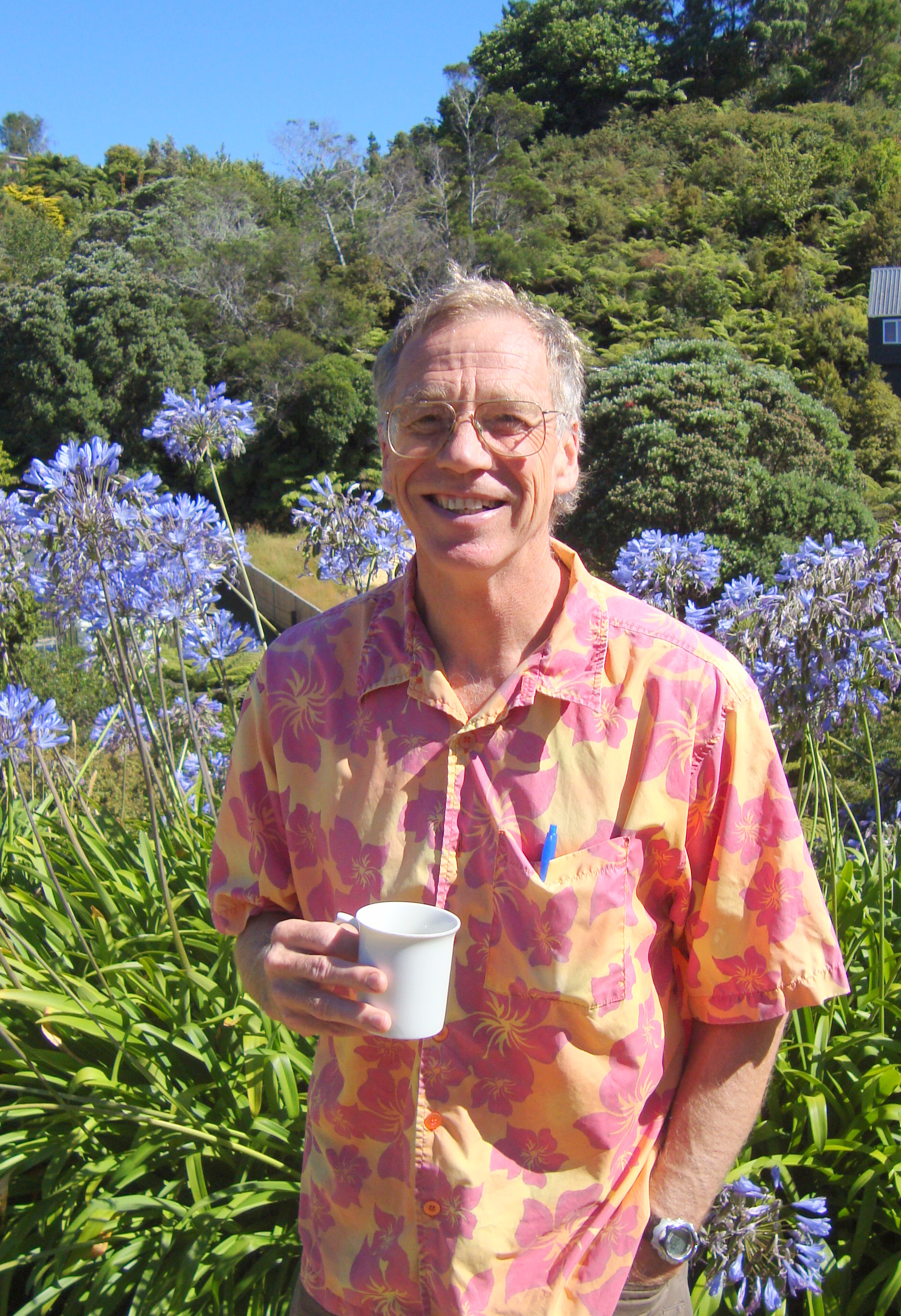
M. Freedman (2010)

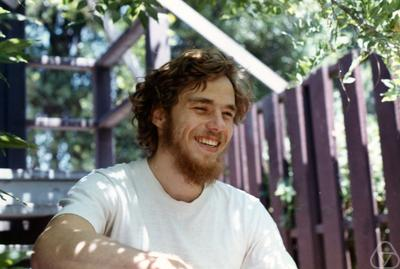
Michael Freedman (1973)

Michael Hartley Freedman (* 21. April 1951 in Los Angeles, Kalifornien) ist ein US-amerikanischer Mathematiker, der vor allem in der Topologie arbeitet und für seinen Beweis der Poincaré-Vermutung in der Dimension 4 die Fields-Medaille erhielt.
Die Poincaré-Vermutung besagt, dass eine ({\displaystyle n-1})-fach zusammenhängende geschlossene {\displaystyle n}-dimensionale Mannigfaltigkeit homöomorph (topologisch äquivalent) zur {\displaystyle n}-dimensionalen Sphäre ist. Für {\displaystyle n\geq 5}  bewies dies 1961 Stephen Smale. Freedman bewies 1982 den Fall {\displaystyle n=4} und erhielt dafür 1986 die Fields-Medaille. Den Fall {\displaystyle n=3} bewies Grigori Perelman um 2002.
Freedman und Robion Kirby zeigten außerdem die Existenz einer „exotischen“ {\displaystyle R^{4}}-Mannigfaltigkeit (das heißt mit anderer differenzierbarer Struktur als der gewöhnliche 4-dimensionale euklidische Raum).
Freedman ist der Sohn des Schriftstellerehepaars Benedict und Nancy Freedman. Sein Vater war auch Mathematiker.
Freedman studierte an der Princeton University und wurde 1973 mit der Dissertation Codimension-Two Surgery bei William Browder promoviert. Er lehrte dann bis 1975 an der University of California, Berkeley. Danach war er abwechselnd am Institute for Advanced Study in Princeton und an der University of California, San Diego (UCSD), wo er 1982 Professor wurde.
Er war sowohl Sloan-, Guggenheim- als auch Mac-Arthur-Stipendiat. Er erhielt neben der Fields-Medaille die National Medal of Science und 1986 den Oswald-Veblen-Preis und ist seit 1984 Mitglied der National Academy of Sciences der USA sowie seit 1985 der American Academy of Arts and Sciences. 1998 war er Gastredner auf dem Internationalen Mathematikerkongress in Berlin (Topological views on computational complexity) und ebenso 1983 in Warschau (The disk theorem for four-dimensional manifolds). Er ist Fellow der American Mathematical Society.
Ab den 1990er-Jahren beschäftigte er sich unter anderem mit mathematischer Physik und der Mathematik von Quantencomputern, wobei er auch topologische Methoden anwendet (Konzept des topologischen Quantencomputers, ursprünglich 1997 von Alexei Jurjewitsch Kitajew), und arbeitet für Microsoft Research. Zurzeit ist er an der University of California, Santa Barbara tätig.
Freedman ist passionierter Bergsteiger. Er ist verheiratet und hat drei Söhne.